# گیبارت
گیبارت (به مجاری:  Gibárt) یک شهرداری در مجارستان است که در بورشود-آبااوی-زمپلن واقع شده‌است. گیبارت ۵٫۳۳ کیلومتر مربع مساحت و ۳۷۳ نفر جمعیت دارد.